# Kim Nam-hui
Kim Nam-hui (4 de março de 1994) é uma futebolista norte-coreana que atua como defensora.

## Carreira
Kim Nam-hui integrou o elenco da Seleção Norte-Coreana de Futebol Feminino, nas Olimpíadas de 2012. 